# Sargis Howsepjan
Sargis Howsepjan (armenisch Սարգիս Հովսեփյան, russisch Саркис Рубенович Овсепян / Sarkis Rubenowitsch Owsepjan, englisch und in wissenschaftlicher Transliteration Sargis Hovsep’yan  ; * 2. November 1972 in Jerewan, Armenische SSR, Sowjetunion) ist ein ehemaliger armenischer Fußballspieler und aktueller Rekordnationalspieler seines Landes. Im Anschluss an seine aktive Karriere arbeitet er als Kotrainer bei FC Pjunik Jerewan, dem letzten Verein seiner Spielerlaufbahn.

## Karriere
Howsepjan begann seine Karriere bei kleineren armenischen Vereinen. Mit Homenetmen Jerewan spielte er in der höchsten armenischen Liga und konnte dort zum ersten Mal die armenische Meisterschaft gewinnen. In der Saison 1995/1996 konnte er diesen Titel mit dem Verein aus Jerewan, der sich mittlerweile in Pjunik umbenannt hatte, erneut gewinnen.
Nach dem zweiten Titelgewinn wechselte er 1998 nach Russland zu Zenit Sankt Petersburg, wo er in der russischen Premier League spielte und in der Saison 1998/1999 den russischen Pokal gewann. 2003 wechselte er zu Torpedo-Metallurg Moskau.
2004 kehrte er nach sieben Jahren in Russland nach Armenien zurück und spielte seitdem wieder für Pjunik. Am 20. September 2012 beendete er bei diesem Verein seine Karriere.

### Erfolge
- Armenischer Meister 1992, 1995/1996, 2004, 2005, 2006, 2007, 2008, 2009, 2010
- Armenischer Pokalsieger 1996, 2004, 2009, 2010
- Armenischer Supercupsieger 1997, 2004, 2006, 2007, 2009, 2010
- Russischer Pokalsieger 1998/1999

## Nationalmannschaft
Howsepjan machte sein erstes Länderspiel am 14. Oktober 1992 gegen die Republik Moldau, im ersten offiziellen Länderspiel Armeniens nach Auflösung der Sowjetunion. Danach wurde er allerdings bis 1994 nicht wieder berufen. Seit 1994 ist er unumstrittener Stammspieler im armenischen Team. Sein 100. Länderspiel machte er am 11. Oktober 2008 in der WM-Qualifikation gegen Belgien. Sein letztes Länderspiel machte er am 14. November 2012 gegen Litauen.
Er ist aktuell Armeniens Rekordnationalspieler mit 131 Einsätzen.